# Acordo de paz entre Armênia e Azerbaijão de 2025
O acordo de paz entre Armênia e Azerbaijão de 2025 é um acordo entre a Armênia e o Azerbaijão para encerrar o conflito de décadas em Nagorno-Karabakh. O acordo foi assinado em agosto de 2025, após ambas as partes concordarem com todos os termos, com o objetivo de trazer paz e estabilidade duradouras à região. Incluía disposições para delimitação de fronteiras, cooperação em matéria de segurança e medidas para a normalização das relações entre os dois países.

## Contexto
O conflito de Nagorno-Karabakh entre o Azerbaijão e a Armênia teve início em 1988. O Azerbaijão retomou o controle do território disputado e das regiões vizinhas em 2020 e 2023.
Em outubro de 2022, a União Europeia anunciou uma missão civil à Armênia para auxiliar na delimitação da fronteira entre a Armênia e o Azerbaijão. Essa missão teve como objetivo apoiar negociações pacíficas, fornecer assistência técnica na demarcação das fronteiras e promover a estabilidade na região em meio a tensões renovadas.
Em 13 de março de 2025, foi anunciado que ambas as partes haviam concordado com todos os termos do acordo de paz. O anúncio foi descrito como "histórico" pelo Secretário de Estado dos Estados Unidos, Marco Rubio, enquanto a Alta Representante da União Europeia, Kaja Kallas, referiu-se a ele como "um passo decisivo".
Segundo o analista político Thomas de Waal, o progresso em direção ao entendimento é amplamente atribuído ao primeiro-ministro armênio, Nikol Pashinyan, que fez uma série de concessões na tentativa de chegar a um acordo. No entanto, de Waal também observou que o presidente azerbaijano, Ilham Aliyev, raramente enfatiza os benefícios da paz e continua a usar o conflito com a Armênia como meio de consolidar sua liderança no país.

## Acordo de paz mediado pelos Estados Unidos
Em agosto de 2025, os Estados Unidos sediaram a cerimônia de assinatura de um acordo de corredor estratégico de trânsito entre a Armênia e o Azerbaijão na Casa Branca. O evento contou com a presença do presidente estadunidense Donald Trump, do primeiro-ministro armênio Nikol Pashinyan e do presidente azerbaijano Ilham Aliyev. Este acordo marcou um avanço fundamental no processo de paz.
A Armênia concordou em conceder aos Estados Unido direitos especiais exclusivos de desenvolvimento no terreno do corredor de Zangezur por 99 anos. Os Estados Unidos sublocariam o terreno para um consórcio que desenvolveria linhas ferroviárias, de petróleo, gás e fibra óptica, e possivelmente transmissão de eletricidade, ao longo do corredor de 43 km. O corredor será chamado de Rota Trump para a Paz e Prosperidade Internacional (em inglês:  Trump Route for International Peace and Prosperity; TRIPP).

## Implicações geopolíticas
Um funcionário estadunidense disse à Axios que o principal objetivo dos Estados Unidos neste projeto de desenvolvimento é reduzir a influência do Irã, da Rússia e da China na região do Cáucaso Meridional. O corredor permitiria que pessoas e mercadorias viajassem entre a Turquia e o Azerbaijão e, além, para a Ásia Central, sem passar pelo Irã ou pela Rússia.
O corredor conectará o Azerbaijão ao seu enclave, Nakhchivan, que está separado por 32 quilômetros (20 milhas). Essa ligação fortaleceria os laços do Azerbaijão com a Turquia, proporcionando uma rota direta. Para respeitar a soberania armênia, o corredor seria regido pela lei armênia.